# CBrain
cBrain A/S er en dansk it-virksomhed med hovedkvarter i København. Virksomheden designer og udvikler deres egen platform kaldet "F2". Det giver dem mulighed for tilbyde forskellige brugerdefinerede it-løsninger til kunder i den offentlige sektor, private og virksomheder. I blandt deres kunder er over 100 offentlige myndigheder i Danmark og internationalt. cBrain har ca. 180 ansatte og blev i 2006 børsnoteret på Københavns Fondsbørs.